# U.S. Pro Indoor 1987
Lo U.S. Pro Indoor 1987 è stato un torneo di tennis giocato sintetico indoor. È stata la 20ª edizione dello U.S. Pro Indoor, che fa parte del Nabisco Grand Prix 1987. Si è giocato al Wachovia Spectrum di Filadelfia in Pennsylvania negli Stati Uniti dal 2 all'8 febbraio 1987.

## Campioni

### Singolare maschile
Tim Mayotte ha battuto in finale  John McEnroe con il punteggio di 3–6, 6–1, 6–3, 6–1

### Doppio maschile
Sergio Casal /  Emilio Sánchez hanno battuto in finale  Christo Steyn /  Danie Visser con il punteggio di 6–1, 6–4